# 클럽 모나코
클럽 모나코(영어: Club Monaco)는 미국의 의류회사이다. 랄프 로렌이 소유하고 있다.